# LEO (曲)
「LEO」（レオ）は、tacicaの8枚目のシングル。2014年9月10日にSME Recordsから発売された。

## 概要
前作「HALO」から約10ヶ月ぶりのシングル。
Drums坂井俊彦脱退後、初の作品。サポートドラマーに鈴木浩之(ex.ART SCHOOL)を迎えた。表題曲「LEO」はテレビアニメ『ハイキュー!!』エンディングテーマとなっている。
通常盤には自主製作時代の楽曲を再録した「anaphylaxis」が収録されており、ジャケットはフィラメント部分が「LEO」の文字に形作られた電球をフィーチャーしたもの。このジャケットのために実際に点灯する電球が制作された。初回生産限定盤は『ハイキュー!!』描き下ろしイラストが全面に使用されたスリーブ仕様。CD売上は2万枚超え、配信では7万DL超えと自身最大のヒット曲となっている。
作詞作曲は猪狩翔一、編曲はtacica・湯浅篤。

## 収録曲

### 通常盤
1. LEO [4:14]
  - テレビアニメ『ハイキュー!!』エンディングテーマ。
  - 猪狩は原作について「生きていく上で大事な部分を描いているから鳥肌が立ち、感動する」とし、『そういうことを大事に曲を書こうって思ってるから、「LEO」と「ハイキュー!!」がうまいことリンクしてくれたんじゃないかな』と述べている[1]。
2. 鈍色の邂逅 [3:17]
3. anaphylaxis [3:42]
自主制作盤時代の音源、アナフィラキシーを再録したもの。[2]

### 初回生産限定盤
1. LEO [4:14]
2. 鈍色の邂逅 [3:21]
3. LEO (TV edit) [1:30]